# Iso Ristisaari (ö i Mellersta Finland)
Iso Ristisaari är en ö i Finland. Den ligger i sjön Päijänne och i kommunen Kuhmois i landskapet Mellersta Finland, i den södra delen av landet, 170 km norr om huvudstaden Helsingfors. Öns area är 5,7 hektar och dess största längd är 420 meter i öst-västlig riktning.